# Billings (Oklahoma)
Billings – miasto w Stanach Zjednoczonych, w stanie Oklahoma, w hrabstwie Noble.